# Truncilla truncata
Truncilla truncata är en musselart som beskrevs av Rafinesque 1820. Truncilla truncata ingår i släktet Truncilla och familjen målarmusslor. Inga underarter finns listade i Catalogue of Life.